# 小行星9297
小行星9297（英語：9297 Marchuk）是一颗围绕太阳公转的小行星。1984年6月25日，塔瑪拉·米哈伊洛夫那·斯米爾諾娃在纳昂切尼奇发现了此天体。
这颗小行星的绝对星等为37.07968131169671等。